# .tn
.tn je internetová národní doména nejvyššího řádu pro Tunisko.